# Мартен, Жан (актёр)
Жан Мартен (фр. Jean Martin. 6 марта 1922 – 2 февраля 2009, Париж) – французский актёр театра и кино. Участник французского Сопротивления, позднее парашютист, участник войны в Индокитае. Наибольшую известность получил за исполнение двух ролей в двух самых известных пьесах Сэмюэла Бекета: роль Лаки в Waiting for Godot и Клова в Endgame. В 1950х годах Мартен работал в театре Théâtre National Populaire и выступал в радиопьесах.

## Биография
Мартен снялся в свыше 80 кино и телефильмах. Хорошо запомнились его роли французского командира парашютистов полковника Матье в «Битве за Алжир» (1965), стрелка Салливана в фильме Серджо Леоне «Меня зовут Никто» (1973) и Виктора Воленского, адъютанта заправилы ОАС в Дне Шакала (1973). Также он сыграл одну из ведущих ролей в мини-сериале Les Compagnons de Baal.
Больше всего Мартен работал во французском и европейском кино, но и его театральные выступления принесли ему признание и привлекли к нему внимание. Мартен был активистом левого толка и был уволен из театра за подписание в 1960 году манифеста 121 против Алжирской войны. Также он был отлучён от работы на радио и в результате некоторое время был безработным.
Режиссёр Джилло Понтекорво искал профессионального актера на роль полковника Матье в фильме «Битва за Алжир», и нанял Мартена. К тому времени Мартен много работал на сцене, но всего лишь несколько раз появлялся на экране. Мартену нравилась работа в кино, он желал развить свою кинокарьеру, поэтому он прошёл пробы и был принят на роль. Позднее Мартен рассказывал, что его рабочие отношения с Понтекорво на съёмках «Битвы за Алжир» часто были сложными, поскольку режиссёр нанял съёмок непрофессиональных актёров. Мартен, как единственный профессиональный актёр в фильме, иногда чувствовал себя некомфортно, работая с неподготовленными исполнителями, в то время как Понтекорво беспокоился, что их стиль игры может слишком отличаться друг от друга и противоречить картине. В конечном итоге Мартен остался очень доволен фильмом.
Мартен также озвучил роль птицы в мультфильме Le Roi et l’oiseau.
Жан Мартен умер от рака в Париже 2 февраля 2009 года в возрасте 86 лет.

## Фильмография

### Кино
- 1944 : Cécile est morte, режиссёр Морис Турнёр — коридорный
- 1956 : Собор Парижской Богоматери, режиссёр Жан Деланнуа
- 1960 : Paris nous appartient, режиссёр Жак Риветт
- 1960 : Fortunat, режиссёр Alex Joffé
- 1962 : Ballade pour un voyou, режиссёр Claude-Jean Bonnardot
- 1963 : À toi de faire... mignonne, режиссёр Бернар Бордери
- 1966 : Битва за Алжир[7], режиссёр Джилло Понтекорво
- 1966 : Монахиня, режиссёр Жак Риветт
- 1966 : Martin soldat, режиссёр Мишель Девиль
- 1968 : Люблю тебя, люблю, режиссёр Ален Рене
- 1968 : Манон 70, режиссёр Jean Aurel
- 1968 : Faut pas prendre les enfants du bon Dieu pour des canards sauvages, режиссёр Мишель Одиар
- 1970 : Cran d'arrêt, режиссёр Ив Буассе
- 1970 : La Promesse de l'aube, режиссёр Жюль Дассен
- 1972 : Le Rempart des Béguines, режиссёр Guy Casaril
- 1973 : Наследник (фильм, режиссёр Филипп Лабро — Шнайдер
- 1973 : День Шакала, режиссёр Фред Циннеман — Виктор Воленский
- 1973 : Меня зовут Никто, режиссёр Tonino Valerii и Серджо Леоне — Салливан.
- 1974 : Glissements progressifs du plaisir, режиссёр Ален Роб-Грийе
- 1974 : Он начинает сердиться, режиссёр Клод Зиди — директор лицея
- 1975 : Не упускай из виду, режиссёр Клод Зиди
- 1975 : Розовый бутон, режиссёр Отто Премингер
- 1975 : Un génie, deux associés, une cloche , режиссёр Дамиано Дамиани
- 1975 : Страх над городом режиссёр Анри Вернёй — дивизионный комиссар Сабин.
- 1976 : Крылышко или ножка, режиссёр Клод Зиди — врач
- 1976 : Мессия, режиссёр Роберто Росселлини — Понтий Пилат
- 1977 : Следователь Файяр по прозвищу Шериф, режиссёр Ив Буассе
- 1977 : Éclipse sur un ancien chemin vers Compostelle, режиссёр Bernard Férié
- 1979 : L'Associé, режиссёр René Gainville
- 1979 : Bête mais discipliné, режиссёр Клод Зиди
- 1980 : La Femme flic, режиссёр Ив Буассе
- 1980 : Инспектор-разиня, режиссёр Клод Зиди
- 1980 : Король и птица, режиссёр Поль Гримо (озвучивание)
- 1997 : Война Люси, режиссёр Клод Берри

### Телевидение
- 1964 : Le Théâtre de la jeunesse : David Copperfield, режиссёр Marcel Cravenne
- 1965 : Morgane ou Le prétendant, режиссёр Alain Boudet
- 1967 : L'Invention de Morel, режиссёр Claude-Jean Bonnardot
- 1968 : Les Compagnons de Baal (série TV), режиссёр Pierre Prévert : Hubert de Mauvouloir
- 1968 : Расследования комиссара Мегрэ (телесериал), режиссёр Michel Drach, серия : L'Inspecteur Cadavre
- 1968 : Le Tribunal de l'impossible, режиссёр Michel Subiela (телесериал) (серия Qui hantait le presbytère de Borley ?) d'Alain Boudet : le  révérend Foyster
- 1970 : Rendez-vous à Badenberg, режиссёр Jean-Michel Meurice
- 1972 : Mandrin (série télévisée), режиссёр Philippe Fourastié
- 1976 : Le Château des Carpathes, режиссёр Jean-Christophe Averty : Orfanik
- 1977 : Rendez-vous en noir, режиссёр Claude Grinberg
- 1978 : Madame le juge : Autopsie d'un témoignage, режиссёр Philippe Condroyer
- 1979 : Médecins de nuit, режиссёр Nicolas Ribowski, épisode : Palais Royal (телесериал)
- 1995 : Julie Lescaut, серия 4, сезон 4 : La fiancée assassinée, режиссёр Élisabeth Rappeneau - Honoré Prieur
- 1997 : Maigret et l'enfant de chœur, режиссёр Пьер Гранье-Дефер

## Театр
- «Пигмалион», пьеса Бернарда Шоу, постановка Etienne Hervier (Théâtre de l'Œuvre)
- 1949: Le Légataire universel, пьеса Жан Франсуа Реньяр, постановка Жана Вилара (Théâtre des Célestins)
- 1950 : «Генрих IV» пьеса Уильяма Шекспира, постановка Жана Вилара (Авиньонский фестиваль)
- 1951 : La Calandria произведение Бернардо Довици Биббиена, постановка René Dupuy (Авиньонский фестиваль)
- 1951 : «Принц Фридрих Гомбургский», пьеса Генриха фон Клейста, постановка Жана Вилара (Авиньонский фестиваль)
- 1952 : La Parodie пьеса Артюра Адамова, постановка Роже Блен, Théâtre Lancry
- 1953 : «В ожидании Годо», пьеса Сэмюэля Беккета, постановка Роже Блен, Théâtre de Babylone
- 1954 : Crinolines et guillotine, пьеса Анри Монье, постановка Christine Tsingos, Théâtre de la Gaîté-Montparnasse
- 1954 : La Bonne Âme du Se-Tchouan, пьеса Bertolt Brecht, постановка Roger Planchon, Festival de Lyon, Théâtre de la Comédie Lyon
- 1954 : Édouard II, пьеса Christopher Marlowe, постановка Roger Planchon, Festival de Lyon, Théâtre de la Comédie Lyon
- 1954 : Amédée ou Comment s'en débarrasser, пьеса Eugène Ionesco, постановка Jean-Marie Serreau, Théâtre de Babylone
- 1955 : Le Ping-pong, пьеса Arthur Adamov, постановка Jacques Mauclair, Théâtre des Noctambules
- 1956 : Marée basse, пьеса Jean Duvignaud, постановка Roger Blin, Théâtre des Noctambules
- 1956 : Le Personnage combattant, пьеса Jean Vauthier, постановка Jean-Louis Barrault, Théâtre Marigny
- 1956 : Histoire de Vasco, пьеса Georges Schehadé, постановка Jean-Louis Barrault, Théâtre des Célestins
- 1957 : Fin de partie, пьеса Samuel Beckett, постановка Roger Blin, Royal Court Theatre Londres, Studio des Champs-Élysées
- 1958 : La Bonne Âme du Se-Tchouan, пьеса Bertolt Brecht, постановка Roger Planchon, Théâtre de la Cité Villeurbanne
- 1959 : Les Possédés, пьеса Albert Camus d'après Fiodor Dostoïevski, постановка Albert Camus, Théâtre Antoine
- 1959 : Tête d'or, пьеса Paul Claudel, постановка Jean-Louis Barrault, Odéon-Théâtre de France
- 1960 : Lettre morte, пьеса Robert Pinget, постановка Jean Martin, Théâtre Récamier
- 1961 : Les Nuits blanches, пьеса Fiodor Dostoïevski, постановка Nicole Kessel, Théâtre de Lutèce
- 1962 : Les Représentants, пьеса Aglaé Mitropoulos et Mona Mitropoulos, adaptation Michel Arnaud, постановка Жана Мартена, Théâtre La Bruyère
- 1961 : Arlequin valet de deux maîtres, пьеса Carlo Goldoni, постановка Edmond Tamiz, Théâtre Récamier
- 1962 : Les Témoins, пьеса Georges Soria, постановка Roger Mollien, Théâtre du Vieux-Colombier
- 1963 : Don Gil, пьеса Tirso de Molina, постановка Daniel Leveugle, Théâtre de l'Alliance française
- 1963 : Charles XII, пьеса August Strindberg, постановка Gabriel Garran, Festival d'Art dramatique d'Aubervilliers
- 1963 : Le roi se meurt, пьеса Eugène Ionesco, постановка Jacques Mauclair, Festival du Jeune Théâtre Liège
- 1963 : «Буря», пьеса Уильяма Шекспира, постановка Jacques Mauclair, Théâtre de l'Alliance française
- 1963 : Célimare le bien-aimé, пьеса Eugène Labiche и Alfred Delacour, постановка Jacques Mauclair, Théâtre de l'Alliance française
- 1963 : Les Fourberies de Scapin, пьеса Molière, постановка Jo Tréhard, Comédie de Caen
- 1964 : Un jardin sur la mer, пьеса Claude Vermorel, постановка Jacques Mauclair, Théâtre de l'Alliance française
- 1965 : Le Plus Heureux des trois, пьеса Eugène Labiche, постановка Yves Gasc, Théâtre des Mathurins
- 1969 : Le Concile d’amour, пьеса Oscar Panizza, постановка Jorge Lavelli, Théâtre de Paris
- 1971 : Maître Puntila et son valet Matti, пьеса Bertolt Brecht, постановка Jacques Rosner, Théâtre du Lambrequin, Théâtre national de Strasbourg
- 1972 : Play Strindberg, пьеса Friedrich Dürrenmatt, постановка Yves Gasc, Théâtre des Mathurins
- 1974 : L'Odyssée pour une tasse de thé, пьеса Jean-Michel Ribes, авторская постановка, Théâtre de la Ville
- 1975 : Les Nuits de Paris  пьеса по мотивам Rétif de la Bretonne, постановка Jean-Louis Barrault, Compagnie Renaud-Barrault, Théâtre d'Orsay
- 1975 : Des journées entières dans les arbres, пьеса Marguerite Duras, постановка Jean-Louis Barrault, Compagnie Renaud-Barrault, Théâtre d'Orsay
- 1977 : Jacques ou la soumission, пьеса Eugène Ionesco, постановка Lucian Pintilie, Théâtre de la Ville
- 1978 : Задиг произведение Вольтера, постановка Жана-Луи Барро (Compagnie Renaud-Barrault, Théâtre d'Orsay).
- 1979 : Wings, пьеса Arthur Kopit, перевод на французский Matthieu Galey, постановка Claude Regy, Compagnie Renaud-Barrault, Théâtre d'Orsay
- 1981 : L'Amour de l'amour, пьеса Molière, La Fontaine, Apulée, постановка Jean-Louis Barrault, Théâtre Renaud-Barrault
- 1983 : Les affaires sont les affaires, пьеса Octave Mirbeau, постановка Pierre Dux, Théâtre Renaud-Barrault
- 1985 : Les Oiseaux, пьеса Aristophane, постановка Jean-Louis Barrault, Théâtre Renaud-Barrault
- 1986 : Oncle Vania, пьеса Антона Чехова, постановка Christian Benedetti, Théâtre de l'Est parisien
- 1986 : Regarde, regarde de tous tes yeux, пьеса Danièle Sallenave, постановка Brigitte Jaques-Wajeman, Petit Odéon
- 1990 : Fragments d'une lettre d'adieu lue par des géologues, пьеса Normand Chaurette, постановка Gabriel Garran
- 1991 : Roberto Zucco пьеса Бернара-Мари Кольтеса, постановка Bruno Boëglin (Национальный народный театр, Théâtre de la Ville)